# Pop Goodwin
Wilfred Russell Goodwin, detto Pop (Brooklyn, 22 dicembre 1920 – Walden, 17 maggio 2005), è stato un cestista statunitense, professionista nella NBL e nella BAA.